# Associazione Calcio Legnano 1945-1946
Questa pagina raccoglie le informazioni riguardanti l'Associazione Calcio Legnano nelle competizioni ufficiali della stagione 1945-1946.

## Stagione

Ugo Innocenti, portiere del Legnano dal 1945 al 1949. Allenò poi i Lilla dal 1949 al 1953 e dal 1954 al 1957

Dopo la Liberazione, a seconda guerra mondiale terminata, la F.I.G.C. decide di ripristinare i campionati tenendo conto dei tornei disputati dalle squadre durante il campionato 1942-1943, cioè l'ultima stagione ufficiale organizzata dalla Federazione. Data la situazione ancora difficile a causa delle conseguenze di cinque anni di guerra, la Federazione predispone dei campionati provvisori: al Nord un torneo di Serie A ed uno misto di Serie B e C (a cui prende parte anche il Legnano come squadra di Serie C), mentre al Sud un campionato misto di Serie A e B. La Federazione organizza anche un torneo di Serie C diviso in due leghe, una al Nord ed una al Centro-Sud.
Con la ripresa delle attività ufficiali, il Legnano ha un nuovo presidente, Pino Mocchetti, che ha fin da subito l'obiettivo di riportare i Lilla in Serie A. Il torneo misto di Serie B e C prevede un girone finale a cui sarebbero state ammesse le prime due classificate di ogni gruppo; il vincitore del torneo finale sarebbe stato poi promosso nella massima serie. Nel ruolo di giocatore-allenatore viene chiamato Attilio Demaria. Gli acquisti sono molti e di alto livello tecnico: vengono tesserati il portiere Ugo Innocenti, il difensore Franco Petermann, i centrocampisti Bruno Crola e Massimiliano Zandali e gli attaccanti Antonio Torreano, Carlo Gobbi e Umberto Guarnieri. A differenza delle stagioni precedenti, visto l'obiettivo del presidente Mocchetti, i giocatori migliori non vengono ceduti.
I Lilla, che sono inseriti nel girone B della Serie B-C Nord, si classificano al 4º posto con 26 punti, a 2 lunghezze dalla Pro Patria, a 7 punti dalla Cremonese capolista (entrambe qualificate al girone finale) e a 13 lunghezze del Trento fanalino di coda. Invece, per quanto riguarda la Coppa Alta Italia, il Legnano arriva quinto ed ultimo classificato nel girone D.
A stagione terminata i Lilla sono ammessi d'ufficio in Serie B per via della decisione di organizzare il torneo cadetto - ancora per due stagioni - a più gironi in modo tale da limitare il costo delle trasferte per poi tornare, successivamente, al girone unico; in questo modo il numero di squadre ammesse in Serie B cresce notevolmente, e di questo ne beneficia anche il Legnano.

## Divise
| Casa |

## Organigramma societario
Area direttiva
- Presidente: comm. Pino Mocchetti

Area tecnica
- Allenatore: Attilio Demaria

## Rosa
| N. |                   | Ruolo | Calciatore       |
| -- | ----------------- | ----- | ---------------- |
|    | Italia (bandiera) | A     | Trentino Bui     |
|    | Italia (bandiera) | C     | Lorenzo Colpo    |
|    | Italia (bandiera) | A     | Augusto Cristina |
|    | Italia (bandiera) | C     | Bruno Crola      |
|    | Italia (bandiera) | C     | Attilio Demaria  |
|    | Italia (bandiera) | D     | Fabio Del Bianco |
|    | Italia (bandiera) | C     | Antonio Fossati  |

| N. |                   | Ruolo | Calciatore           |
| -- | ----------------- | ----- | -------------------- |
|    | Italia (bandiera) | A     | Carlo Gobbi          |
|    | Italia (bandiera) | C     | Fortunato Grammatica |
|    | Italia (bandiera) | A     | Umberto Guarnieri    |
|    | Italia (bandiera) | P     | Ugo Innocenti        |
|    | Italia (bandiera) | D     | Franco Petermann     |
|    | Italia (bandiera) | A     | Antonio Torreano     |
|    | Italia (bandiera) | C     | Massimiliano Zandali |

## Risultati

### Serie B-C Alta Italia (girone B)

#### Girone d'andata
| Legnano 14 ottobre 1945 1ª giornata | Legnano         | 0 – 0 | Pro Sesto | Stadio Comunale\| Arbitro: \| Cicardi (Lecco) \| |
| Arbitro:                            | Cicardi (Lecco) |       |           |                                                  |

| Arbitro: | Spaudo (Biella) |

|                                    |           |  |
| Cavigioli 58’ Borra 63’ Ivaldi 75’ | Marcatori |  |

| Arbitro: | Andreoni (Milano) |

|                        |           |  |
| Gobbi 8’ Guarnieri 14’ | Marcatori |  |

| Arbitro: | Cicardi (Lecco) |

|                                                                     |           |           |
| Mazza 19’, 30’, 65’ Cattaneo 40’ (rig.) Moretti 53’, 83’ Parati 81’ | Marcatori | 69’ Gobbi |

| Arbitro: | Gambarotta (Genova) |

|                         |           |  |
| Colpo 26’ Guarnieri 28’ | Marcatori |  |

| Arbitro: | Esposito (Portici) |

|                                         |           |  |
| Banfi 31’ Uneddu 34’ Borsari 50’ (rig.) | Marcatori |  |

| Arbitro: | Ferretti (Milano) |

|                          |           |                    |
| Capello 22’ Cattaneo 60’ | Marcatori | 12’, 23’ Guarnieri |

| Legnano 9 dicembre 1945 8ª giornata | Legnano          | 0 – 0 | Cremonese | Stadio Comunale\| Arbitro: \| Tibaldi (Savona) \| |
| Arbitro:                            | Tibaldi (Savona) |       |           |                                                   |

| Arbitro: | Sorbi (Genova) |

|  |           |              |
|  | Marcatori | 53’ Torreano |

| Arbitro: | Pirali (Arona) |

|                                    |           |  |
| Demaria 33’ (49), rig’ Zandali 59’ | Marcatori |  |

| Arbitro: | Franzoi (Vercelli) |

|                              |           |                          |
| Barberis 11’ Agosti 24’, 63’ | Marcatori | 43’ Cristina 49’ Zandali |

#### Girone di ritorno
| Arbitro: | Mondani (Milano) |

|            |           |           |
| Merlin 30’ | Marcatori | 31’ Colpo |

| Arbitro: | Massironi (Milano) |

|                                   |           |               |
| Torreano 4’ Colpo 16’ Demaria 35’ | Marcatori | 60’ Cavigioli |

| Arbitro: | Tessari (Verona) |

|                     |           |               |
| Andreoli 72’ (rig.) | Marcatori | 41’ Guarnieri |

| Arbitro: | Porcellana (Genova) |

|                       |           |  |
| Fossati 13’ Colpo 77’ | Marcatori |  |

| Arbitro: | Melgari (Bergamo) |

|                      |           |                          |
| Montipò 45’ Riva 58’ | Marcatori | 5’ Guarnieri 70’ Fossati |

| Arbitro: | Zavattaro (Casale Monferrato) |

|                                        |           |  |
| Guarnieri 11’, 15’, 30’, 77’ Colpo 68’ | Marcatori |  |

| Arbitro: | Agnolin (Bassano del Grappa) |

|                   |           |                  |
| Torreano 32’, 62’ | Marcatori | 77’ (aut.) Crola |

| Arbitro: | Avanzi (Verona) |

|             |           |              |
| Porcelli 8’ | Marcatori | 72’ Torreano |

| Arbitro: | Zilli (Reggio Emilia) |

|                     |           |            |
| Spinelli 20’ (aut.) | Marcatori | 16’ Arosio |

| Arbitro: | Massironi (Milano) |

|          |           |  |
| Tesi 55’ | Marcatori |  |

| Arbitro: | Zambotto (Padova) |

|                                                           |           |                     |
| Demaria 20’ (rig.) Guarnieri 50’, 76’ Zandali 53’ Bui 57’ | Marcatori | 2’ (rig.) Cadregari |

### Coppa Alta Italia (girone D)

#### Girone d'andata
| Arbitro: | Buratti (Milano) |

|  |           |                         |
|  | Marcatori | 10’ Barberis 36’ Pombia |

| Arbitro: | Bernardi (Savona) |

|                  |           |  |
| Baldini 36’, 54’ | Marcatori |  |

| 12 maggio 1946 3ª giornata |  | – Turno di riposo LEGNANO |  |  |

| Arbitro: | Loda (Brescia) |

|                                     |           |  |
| Guarnieri 10’ Zandali 61’ Colpo 90’ | Marcatori |  |

| Arbitro: | Tibaldi (Savona) |

|              |           |  |
| Canonico 75’ | Marcatori |  |

#### Girone di ritorno
| Arbitro: | Franzi (Vercelli) |

|                                                   |           |                         |
| Barberis 44’ Alberico 55’ Pombia 64’ Panagini 87’ | Marcatori | 6’ Zandali 76’ Torreano |

| Arbitro: | Silvano (Torino) |

|  |           |           |
|  | Marcatori | 67’ Costa |

| 16 giugno 1946 8ª giornata |  | – Turno di riposo LEGNANO |  |  |

| Arbitro: | Parpaiola (Padova) |

|             |           |  |
| Tosolini 6’ | Marcatori |  |

| Arbitro: | Zilli (Reggio Emilia) |

|               |           |                         |
| Guarnieri 77’ | Marcatori | 11’ Biciakù 81’ Gazzari |

## Statistiche

### Statistiche di squadra
| Competizione          | Punti | Totale | Totale | Totale | Totale | Totale | Totale | DR |
| Competizione          | Punti | G      | V      | N      | P      | Gf     | Gs     | DR |
| --------------------- | ----- | ------ | ------ | ------ | ------ | ------ | ------ | -- |
| Serie B-C Alta Italia | 26    | 22     | 9      | 8      | 5      | 36     | 28     | +8 |
| Coppa Alta Italia     | 2     | 8      | 1      | 0      | 7      | 6      | 13     | -7 |

### Statistiche dei giocatori
| Giocatore     | Serie B-C Alta Italia | Serie B-C Alta Italia | Coppa Alta Italia | Coppa Alta Italia | Totale   | Totale |
| Giocatore     | Presenze              | Reti                  | Presenze          | Reti              | Presenze | Reti   |
| ------------- | --------------------- | --------------------- | ----------------- | ----------------- | -------- | ------ |
| T. Bui        | 11                    | 1                     | 0                 | 0                 | 11       | 1      |
| L. Colpo      | 22                    | 5                     | 7                 | 1                 | 29       | 6      |
| A. Cristina   | 9                     | 1                     | 1                 | 0                 | 10       | 1      |
| B. Crola      | 22                    | 0                     | 4                 | 0                 | 26       | 0      |
| A. Demaria    | 16                    | 4                     | 1                 | 0                 | 17       | 4      |
| F. Del Bianco | 22                    | 0                     | 8                 | 0                 | 30       | 0      |
| A. Fossati    | 22                    | 2                     | 7                 | 0                 | 29       | 2      |
| C. Gobbi      | 6                     | 2                     | 2                 | 0                 | 8        | 2      |
| F. Grammatica | 4                     | 0                     | 0                 | 0                 | 4        | 0      |
| U. Guarnieri  | 22                    | 12                    | 8                 | 2                 | 30       | 14     |
| U. Innocenti  | 22                    | 0                     | 8                 | 0                 | 30       | 0      |
| F. Petermann  | 22                    | 0                     | 8                 | 0                 | 30       | 0      |
| A. Torreano   | 19                    | 5                     | 4                 | 1                 | 23       | 6      |
| M. Zandali    | 22                    | 3                     | 7                 | 2                 | 29       | 5      |